# 프로젝트 그린라이트
《프로젝트 그린라이트》(영어: Project Greenlight)는 미국의 리얼리티 프로그램으로, 영화 제작자를 뽑는 프로그램이다. 앨릭스 켈레디언이 제작하며 일라이 홀즈먼이 개발하였다. 벤 애플렉, 맷 데이먼, 숀 베일리, 크리스 무어가 프로듀싱을 맡았다. 《프로젝트 그린라이트》는 HBO에서 2 시즌이 2001년부터 2003년까지 방송되었으며, 2005년에는 브라보에서 세번째 시즌이 방영되었다. 2015년에 재제작되어 네번째 시즌이 HBO에서 방송되었으나, 2016년 7월 26일 방송이 취소되었다.

## 시즌
| 시즌 | 시즌 | 에피소드 | 방송            | 방송            | 방송   |
| 시즌 | 시즌 | 에피소드 | 첫 방송         | 마지막 방송     | 방송사 |
| ---- | ---- | -------- | --------------- | --------------- | ------ |
|      | 1    | 12       | 2001년 12월 2일 | 2002년 2월 10일 | HBO    |
|      | 2    | 13       | 2003년 6월 22일 | 2003년 8월 24일 | HBO    |
|      | 3    | 9        | 2005년 3월 15일 | 2005년 5월 12일 | 브라보 |
|      | 4    | 8        | 2015년 9월 13일 | 2015년 11월 1일 | HBO    |